# شیلام
شیلام (انگلیسی: Xilam) شرکت رسانه‌ای فرانسوی است، که در سال ۱۹۹۹ تأسیس شد.

## آثار
- اوگی و سوسک‌ها
- ماجراهای جدید لوک خوش‌شانس
- پیش به سوی غرب!
- دالتون‌ها
- زیک و شازکو